# 2004 en Algérie
Chronologie de l’Algérie
- 2000
- 2001
- 2002
- 2003
- 2004
- 2005
- 2006
- 2007
- 2008

Cet article présente les faits marquants de l'année 2004 en Algérie ou relatifs à l'Algérie; datation selon le calendrier grégorien.

## Événements
- 8 avril : Abdelaziz Bouteflika est élu président de la république pour la seconde fois avec plus de 80 % des voix.
- 15 avril : visite du président français Jacques Chirac à Alger[1].
- 19 avril : Gouvernement Ouyahia IV

## Sports
- Algérie aux Jeux olympiques d'été de 2004
- Jeux panarabes de 2004

### Football
- Équipe d'Algérie de football en 2004
- Championnat d'Algérie de football 2003-2004
- Championnat d'Algérie de football 2004-2005
- Championnat d'Algérie de football de deuxième division 2003-2004
- Championnat d'Algérie de football de deuxième division 2004-2005
- Championnat d'Algérie de football de troisième division 2003-2004
- Championnat d'Algérie de football de troisième division 2004-2005
- Coupe d'Algérie de football 2003-2004
- Coupe d'Algérie de football 2004-2005
- Saison 2003-2004 de l'USM Alger
- Saison 2004-2005 de l'USM Alger
- Saison 2003-2004 de l'USM Blida
- Saison 2004-2005 de l'USM Blida
- Saison 2003-2004 du MO Constantine

### Futsal
- Coupe d'Algérie de futsal 2004-2005

## Culture

### Cinéma
- Cousines, court métrage réalisé par Lyes Salem et sorti en 2004.
- El Manara (Le Phare), film algérien réalisé par Belkacem Hadjadj et sorti en 2004.
- Viva Laldjérie, film franco-belgo-algérien réalisé par Nadir Moknèche, sorti en 2004. Avec Viva Laldjérie, Nadir Moknèche veut montrer une réalité sociale de l'Algérie à travers le destin de trois femmes.

## Naissances en 2004
- Naissance en Algérie en 2004

## Décès en 2004
- Décès en Algérie en 2004